# PM20D1
PM20D1 ‏ (Peptidase M20 domain containing 1) هوَ بروتين يُشَفر بواسطة جين PM20D1 في الإنسان.